# Olchovaja
Olchovaja (Russisch: Ольховая) is een station aan de Sokolnitsjeskaja-lijn van de Moskouse metro.

## Geschiedenis
Het station verscheen voor het eerst begin 2016 in de plannen van het metrobedrijf. Op 15 februari 2016 werd de verlenging van de Sokolnitsjeskaja-lijn aangekondigd. De lijn zou langs de eveneens geplande snelweg tussen Solntsevo en Boetovo van Salarjevo naar de nieuwe stadsuitbreidingen bij Stolbovo gaan lopen. In juni 2017 begonnen de eerste bouwactiviteiten, de definitieve goedkeuring voor de lijn en de vier stations volgde in juli 2017. Van 16 maart tot 16 april 2018 konden aannemers inschrijven op verschillende onderdelen van het project. De werkzaamheden moeten in oktober 2019 zijn afgerond, desondanks werd mei 2019 als openingsdatum aangekondigd. De oplevering van de lijn zelf vond plaats op 14 januari 2019, het station werd op 20 juni 2019 geopend voor reizigersverkeer.

## Ligging en ontwerp

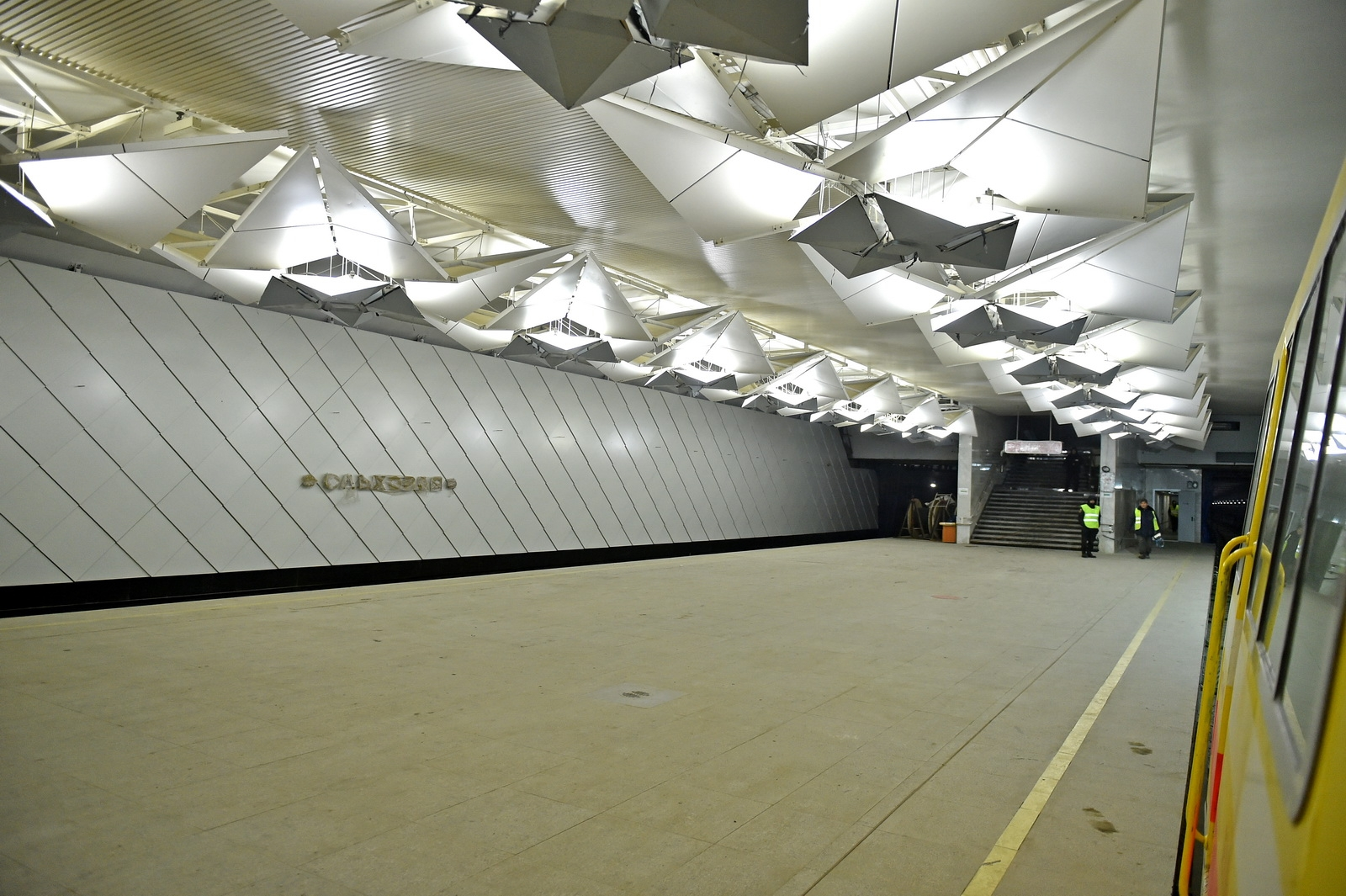
Ondergronds op 14 januari 2019

Het station wordt gebouwd in Novomoskovski, een van de twee okroegen die in 2012 door de stad zijn geannexeerd. Het ligt bij Sosenskoje bij de kruising van de Kaloega-route en de snelweg tussen Solntsevo en Boetovo. De naam komt van een van de straten in de woonwijk Doebrovka van het dorp Sosenki. In de eerste plannen was er sprake van een station op maaiveld niveau maar later is toch besloten tot een ondergrondse variant met een eilandperron zonder zuilen. In december 2017 keurde de stedelijke architectuur commissie van Moskou het ontwerp goed. De afwerking is geïnspireerd op origami, bovengronds komt dit tot uitdrukking door een toegangsgebouw in de vorm van een uitvergroot papieren vliegtuig. In het station zijn de kleuren wit, geel en oranje gebruikt, de ornamenten in de verdeelhal en rond het perron, met name de verlichting zijn in de origami-stijl uitgevoerd. De wanden zijn bekleed met marmer en de vloeren zijn van graniet. 